# سرمسکا کامنیتسا
سرمسکا کامنیتسا (به صربی: Sremska Kamenica) یک منطقهٔ مسکونی در صربستان است که در پترو وارادین واقع شده‌است. سرمسکا کامنیتسا ۳۰٫۴۹ کیلومتر مربع مساحت و ۱۱٬۹۶۷ نفر جمعیت دارد.